# Poseidon for UML
Poseidon for UML est un logiciel de modélisation UML. Il est issu du projet ArgoUML, mais a été remanié en profondeur afin de rendre ArgoUML commercialisable.
Le logiciel est disponible en différentes éditions :
- Community Edition : pour débuter ou apprendre la modélisation Unified Modeling Language.

- Standard Edition : qui ajoute à la Community Edition la possibilité de réaliser de la rétro-ingénierie depuis Java ou de générer de la documentation UMLdoc.

- Professional Edition :  qui inclut un générateur de code, l'import au format JAR ou l'intégration dans l'environnement de développement intégré Eclipse.

- Embedded Edition :  Spécialement conçu pour le développement pour système embarqué avec optimisation du code en C et C++.